# Schaflahnernock
Der Schaflahnernock (2703 m s.l.m., italienisch Cima della Pecore) ist ein Berg in den Zillertaler Alpen. Er ist südlich des Nevesjochs der erste Gipfel im Mühlwalder Kamm, der das Mühlwalder Tal im Südwesten vom Weißenbachtal im Nordosten trennt. Etwa 700 Meter südlich des Schaflahnernocks befindet sich die Weiße Wand (2717 m s.l.m.), der höchste Gipfel des Kamms.
Der Berg gilt als sehr guter Aussichtspunkt. Bekannt ist der Berg jedoch vor allem deshalb, weil dort am 22. September 1902 Johann Niederwieser aus Sand in Taufers, genannt „Stabeler“, einer der bekanntesten Bergführer des Ahrntals, tödlich abstürzte.

## Alpinismus
Von der Chemnitzer Hütte im Nevesjoch kann der Schaflahnernock in 1–1¼ Stunden auf einem markierten Steig erreicht werden, der südlich hinter der Hütte beginnt. Nach wenigen Minuten erreicht man eine von Felsen eingerahmte grasige Senke, wo sich die Wasserfassungen der Hütte befinden. Dort wendet sich der Weg scharf nach links und gewinnt in vielen Kehren über einen Schutthang an Höhe. Zuletzt führt der Steig über felsiges Gelände und instabile Blöcke zum Gipfelkreuz.